# حلوة عريضة الأوراق
حلوة عريضة الأوراق (الاسم العلمي: Glycine latifolia) هي نوع من نباتات تتبع جنس الحلوة من الفصيلة البقولية.